# Valle de Požega
El valle de Požega ( en croata: Požeška kotlina) es una microrregión geográfica de Croacia, situada en Eslavonia central, que abarca la parte oriental del condado de Požega-Eslavonia. Está situada en la cuenca panónica, limitada por las montañas Psunj, Papuk y Krndija al oeste y al norte, y por las montañas de Požeška Gora y Dilj al sur y al este, ya que la llanura panónica está intercalada por estructuras de horst y graben. El mayor asentamiento de la región es la ciudad de Požega, seguida de Pleternica y Kutjevo. El principal curso de agua de la región es el río Orljava. La región cubre 1.249 kilómetros cuadrados y tiene una población de 60.599 habitantes.
El valle del Požega fue habitado por primera vez en la era prehistórica, con hallazgos arqueológicos que abarcan desde el Neolítico hasta la antigüedad clásica y la Alta Edad Media, período al que corresponden los registros históricos más antiguos que sobreviven en la región. Entre los siglos XIII y XVI, la región se organizó como el centro del condado de Požega y una finca real. El dominio otomano en la región duró unos 150 años, desde la década de 1530 hasta la de 1680. Durante ese tiempo, la zona fue el centro del Sanjak de Pojega. Posteriormente, la ciudad de Osijek se convirtió en el centro administrativo y militar del recién formado Reino de Eslavonia de Požega.

## Geografía

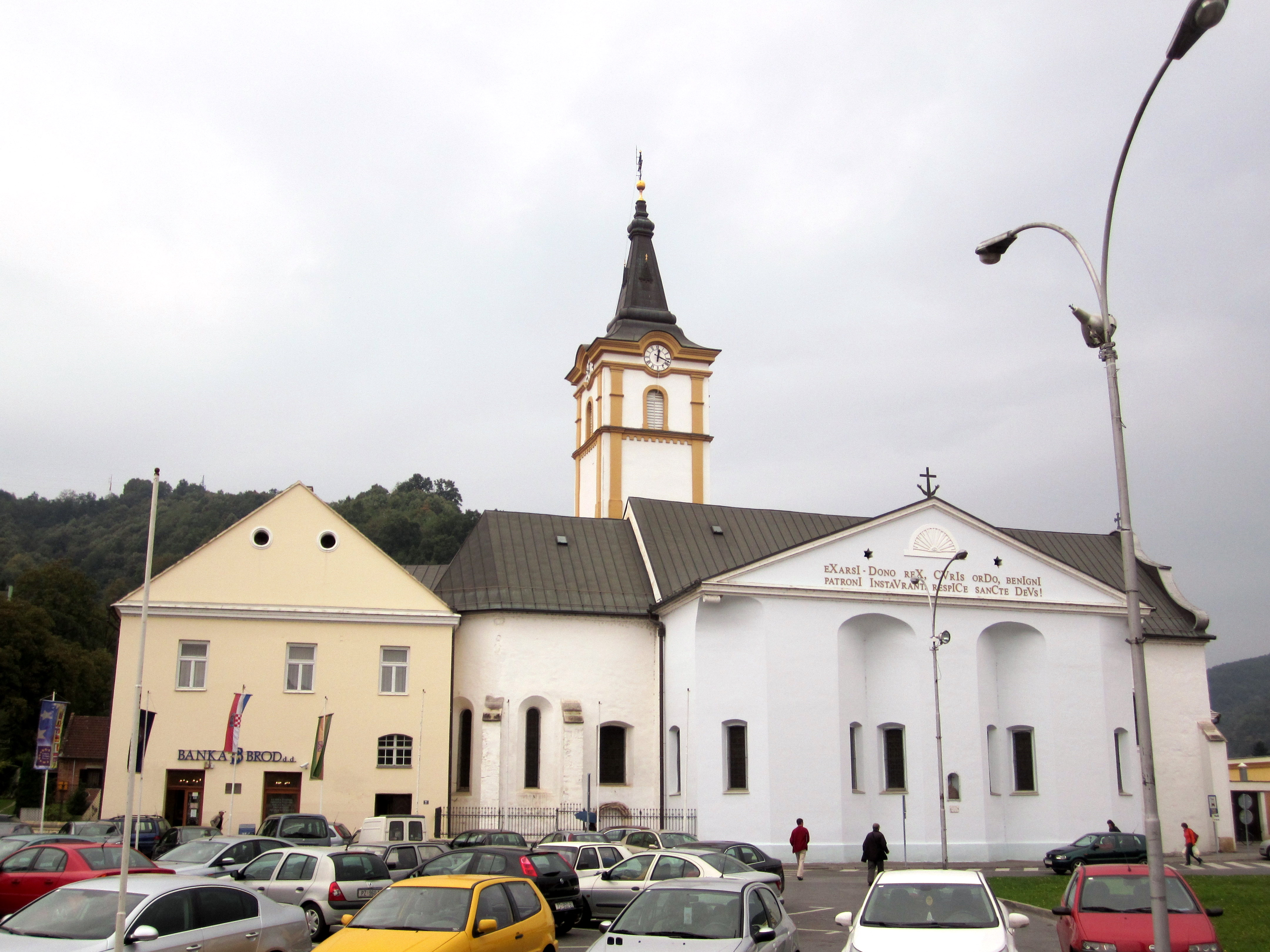
Požega es la ciudad más grande de la región.

El valle del Požega es una microrregión geográfica de Croacia situada en la Eslavonia central y rodeada por las montañas eslavonias. Consiste en las laderas meridionales de los montes Psunj de 984 metros, Papuk de 953 metros y los montes Krndija de 792 metros, las laderas septentrionales del Požeška Gora y las colinas Dilj de 461 metros, y las tierras bajas están rodeadas por las montañas y colinas que ocupan la parte oriental del condado de Požega-Eslavonia.
El principal curso de agua de la región es el río Orljava, de 89 kilómetros de largo, que nace en las montañas Psunj y fluye a lo largo del borde meridional del valle a través de Požega y Pleternica antes de salir del valle por un cluse entre Požeška Gora y Dilj cerca de su confluencia con el río Sava. Recibe agua de numerosos cursos de agua más pequeños, siendo el más significativo el del Londža. La región, como la mayor parte de Croacia, disfruta de un clima continental moderadamente cálido y lluvioso, tal como se define en la clasificación climática de Köppen.
La región abarca tres ciudades -Kutjevo, Pleternica y Požega - y cinco municipios -Brestovac, Čaglin, Jakšić, Kaptol y Velika. El mayor asentamiento de la región es la ciudad de Požega, con una población urbana de 19.506 habitantes. Los 1.249 kilómetros cuadrados de la región albergan una población de 60.599 habitantes, con una densidad de población de 48.518/km².
| Ciudad o municipio | Área     | Población |
| --- | -------- | --------- |
| Brestovac | 279 km²  | 3,726     |
| Čaglin | 180 km²  | 2,723     |
| Jakšić | 44 km²   | 4,058     |
| Kaptol | 85 km²   | 3,472     |
| Kutjevo | 174 km²  | 6,247     |
| Pleternica | 198 km²  | 11,323    |
| Požega | 134 km²  | 26,248    |
| Velika | 155 km²  | 5,607     |
| TOTAL | 1249 km² | 63,404    |
| Nota: Todas las ciudades y los municipios forman parte del condado de Požega-Eslavonia. Fuentes: Agencia croata de Estadísticas, Plan Espacial del condado de Požega-Eslavonia |          |           |